# سیارک ۲۵۶۵۹
سیارک ۲۵۶۵۹ (به انگلیسی: 25659 Liboynton، نامگذاری:2000AG88)۲۵۶۵۹مین سیارک کشف شده‌است که در ۰۵ ژانویه ۲۰۰۰ کشف شد.